# Jan van Foreest (1451-1501)
Jan van Foreest (genoemd 1451 – Haarlem, 1501) was slotvoogd van het kasteel Ter Wijc bij Beverwijk en burgemeester van Haarlem.  
Jan van Foreest werd geboren als zoon van Adriaan van Foreest en Aechte uten Haghe. Hij trouwde joncfrou Andries Bruerszoensdochter, uit een Haarlems regeringsgeslacht. Zij krijgen drie zoons: Adriaan (overleden 1479), Cornelis en Andries. 
Het kasteel Ter Wijc kocht Jan van zijn oudere broer Willem.
Jan was betrokken bij de planning van het onderhoud van de Hondsbosche zeewering en het toezicht daarop.